# Park Königsgrube

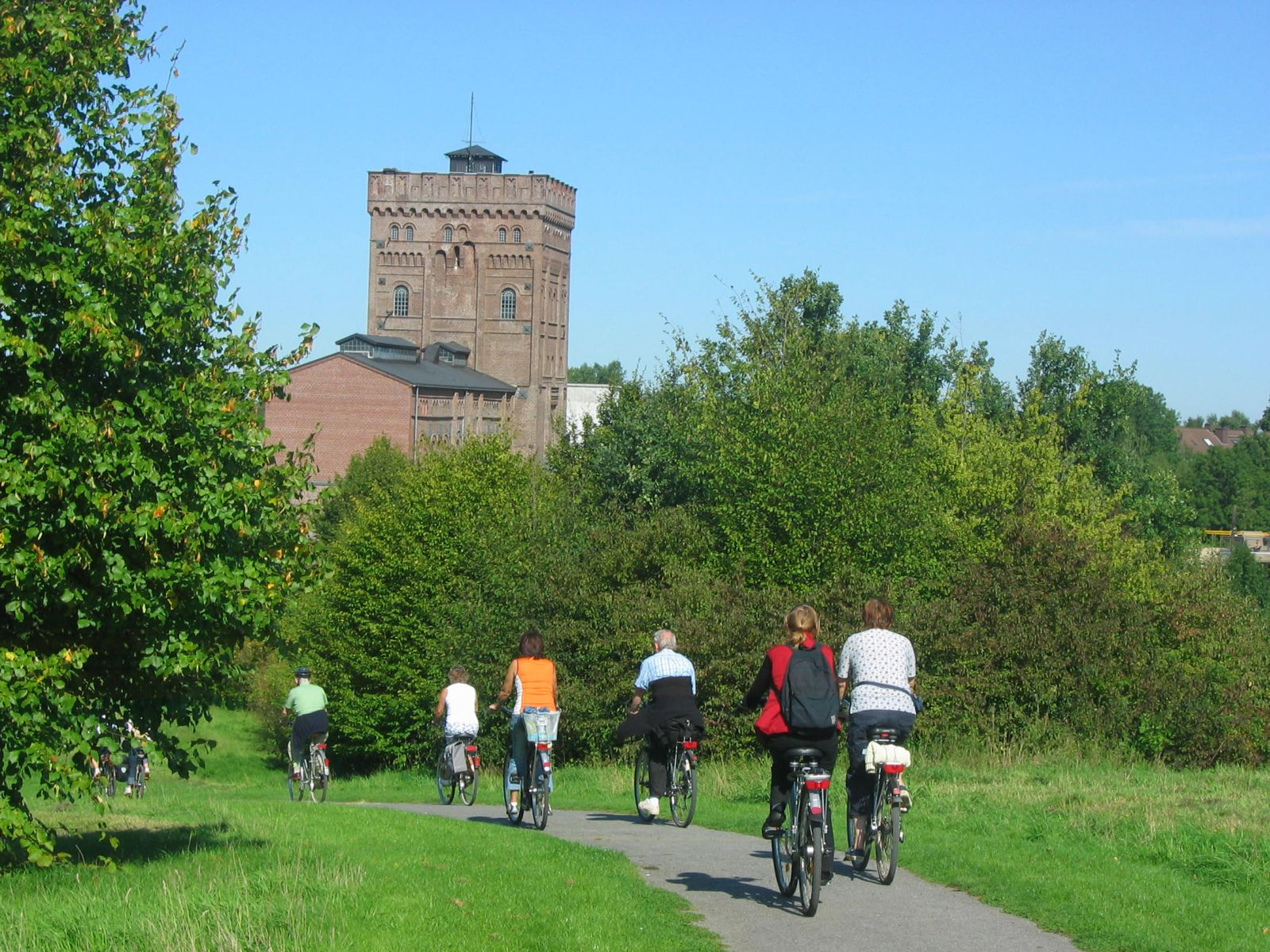
Radweg durch den Park zur Zeche Hannover

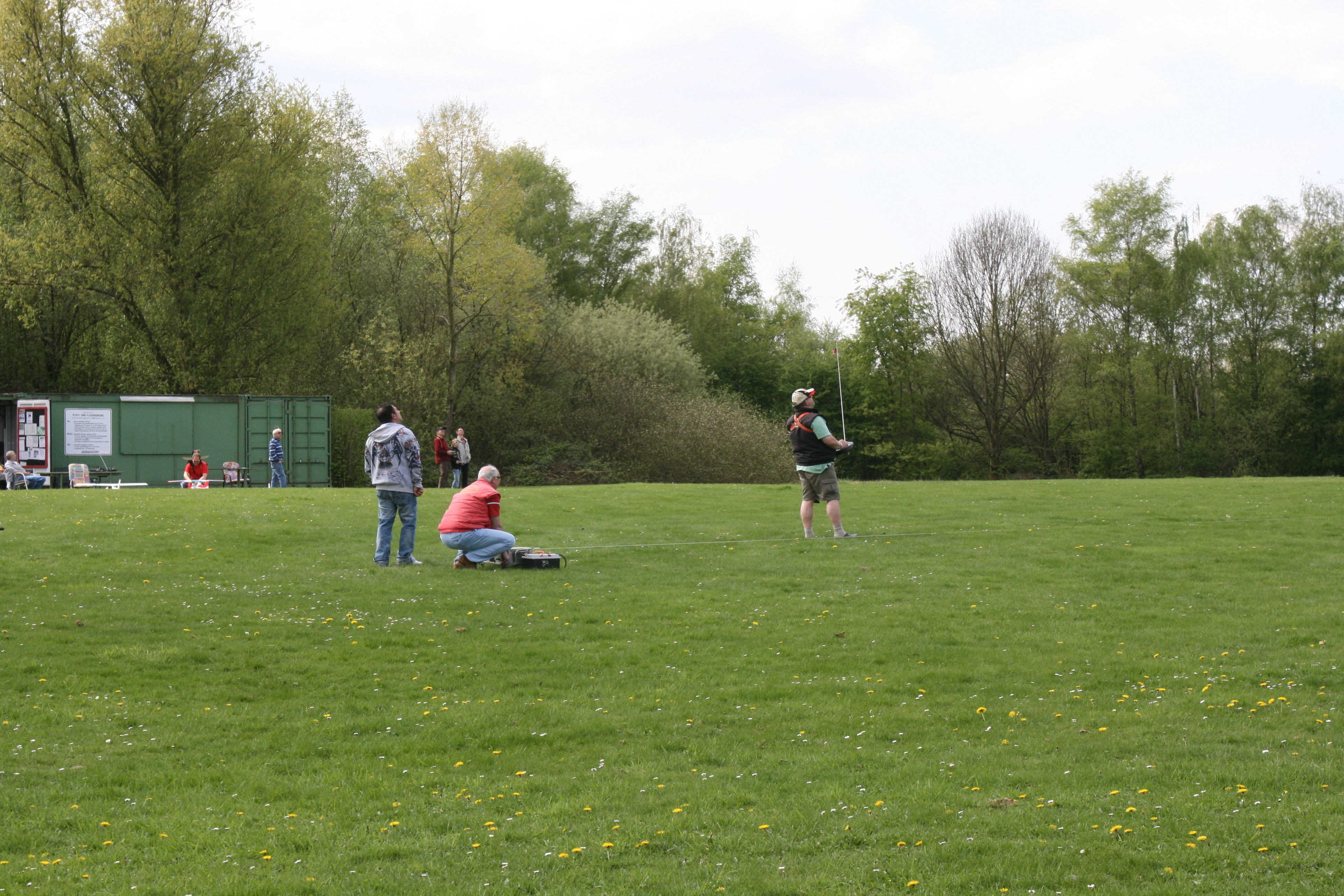
Modellflugplatz auf der Halde

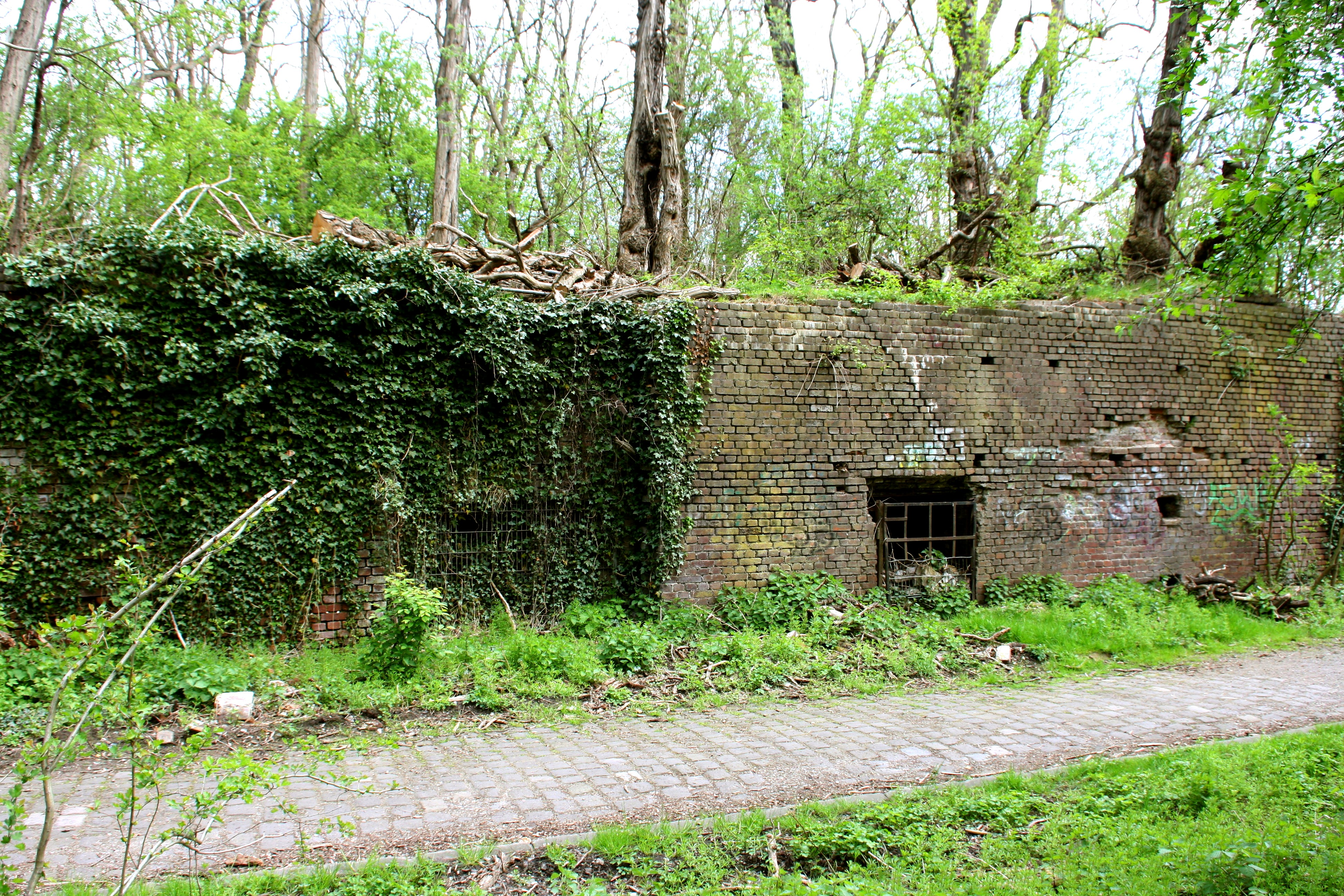
Gebäudereste im Park

Der Park Königsgrube ist ein wildwachsender Park auf der Brachfläche der ehemaligen Zeche Königsgrube. Er wird heute als Naherholungsgebiet sowie für verschiedene Freizeitaktivitäten genutzt und ist Teil der Route der Industriekultur.

## Geschichte
Im Städtedreieck Bochum, Wanne-Röhlinghausen und Wattenscheid entstanden in der Mitte des 19. Jahrhunderts die beiden benachbarten Zechen Königsgrube und Hannover. Hannover war von 1854 bis 1973 in Betrieb, die meisten Tagesanlagen wurden abgerissen, der Malokowturm und weitere Anlagen sind heute eine Außenstelle des LWL-Industriemuseums. Königsgrube war von 1855 bis 1967 in Betrieb und wurde anschließend vollständig abgerissen. Erste Planungen sahen eine Schuttdeponie und weitere Wohnbebauung auf dem Gelände vor, durch eine Bürgerinitiative in den 1970er Jahren entstand dann aber der Park für die naheliegenden Stadtteile.

## Gelände
Das fast 40 Hektar große, extensiv gepflegte Gelände ist ein typisches Beispiel für die Entwicklung des Ruhrgebietes in den letzten 150 Jahren. Die zunächst vorhandene, bäuerliche Kulturlandschaft ist noch an einigen Gehöften zu erkennen. Die Zechenanlagen, Werksbahnen und Halden zeugen von der Bergbauvergangenheit. Die Renaturierung mittels des Parkes Königsgrube sowie durch Kleingartenanlagen zeigt die Weiternutzung nach dem Strukturwandel. Der 3,5 km lange Erlebnispfad Glückauf Natur! der Biologischen Station Östliches Ruhrgebiet erschließt die verschiedenen Stationen. Die eigens angelegte Geologische Rampe macht die typische Gesteinsabfolge des Ruhrgebiets sichtbar und vergleicht sie anhand von Baumscheiben mit der Lebensdauer von Bäumen.
Auf dem Gelände hat sich eine artenreiche Fauna und Flora angesiedelt. Der verdichtete Boden mit Schlackeresten bietet ein trockenes, besonderes Bodenklima, unter anderem für Grashüpfer. Daneben bieten die Feuchtflächen, Tümpel und Teiche ganz andere Lebensräume, zum Beispiel für Geburtshelferkröten. Gerade die Haldenwiesen zeigen den Einfluss der Bodenfeuchtigkeit auf den Bewuchs. Der Wanderfalke brütet auf dem Gelände.
2004 wurde der Stadtteilpark unter Landschaftsschutz gestellt.

## Freizeitnutzung
Im Park sind mehrere Teiche als Bergsenkungsgewässer entstanden. An der Günnigfelder Straße befindet sich seit 1998 die ökologische Kleingartenanlage Kraut & Rüben. An der südwestlich gelegenen Halde wird ein Modellflugplatz betrieben.
Der Park liegt am Emscher Park Radweg und nahe der Erzbahnstrecke. Über den regionalen Radweg R 27 besteht eine Verbindung zum Emscher Park Radweg Nord.